# Назаровы
Наза́ровы — княжеский и дворянские роды. Из дворянских родов Назаровых два восходят ко 2-й половине XVII в., а 28 — позднейшего происхождения.

## Князья Назаровы
Грузинский князь армянского происхождения Давыд Назаров (Назаришвили-Туманишвили) выехал (1734) из Грузии с цар`м Вахтангом и был принят на российскую службу с титулом князя.
К его потомкам принадлежат князь Георгий Михаилович Назаров, городничий Богородицка, а так же княжна Елизавета Егоровна Назарова, жена Дмитрия Николаевича Гончарова.
Его потомство внесено во II, IV и V ч. родословных книг Тамбовской, Тульской и Московской губерний.
Высочайше утверждённого герба род не имеет.

## Дворяне Назаровы
Опричником Ивана Грозного числился Дмитрий Назаров (1573).
В 1673 году из Казани в Уфимский уезд был послан дворянин Яков Назаров для урегулировки спора о вотчине.
Лев Семёнович Назаров, находясь при Всероссийском Императорском Дворе Камер-Фурьером 6 класса, 25.03.1799 года пожалован дипломом на дворянское достоинство, с коего копия хранится в Герольдии.

#### Известные представители
- Назаров — прапорщик Ямбургскаго драгунского полка, убит в битве при Островне, Какувачине и Витебске (13-15 июля 1812), его имя занесено на стену храма Христа Спасителя г. Москва.
- Назаров — прапорщик Ямбургскаго драгунского полка, убит в битве за Витебск. близ деревни Фалькович (26 октября 1812), его имя занесено на стену храма Христа Спасителя[4].

## Описание герба

### Потомки Льва Семеновича Назарова
В щите, имеющем серебряное поле, изображён голубой крест и на середине его шестиугольная золотая звезда.
Щит увенчан обыкновенным дворянским шлемом с дворянской на нём короной и тремя страусовыми перьями. Намёт на щите голубой, подложенный серебром. Герб Назарова внесён в Часть 5 Общего гербовника дворянских родов Всероссийской империи.